# Samantha Riley
Samantha Linette Riley (Brisbane, 13 novembre 1972) è un'ex nuotatrice australiana.
Specializzata nella rana, ha vinto due medaglie ai Giochi olimpici di Barcellona 1992 e di Atlanta 1996.

## Palmarès
- Giochi olimpici

Barcellona 1992: bronzo nei 100m rana.
Atlanta 1996: argento nella 4x100m misti e bronzo nei 100m rana.
- Mondiali

Roma 1994: oro nei 100m rana e nei 200m rana.
- Mondiali in vasca corta

Palma di Maiorca 1993: bronzo nei 100m rana e nei 200m rana.
Rio de Janeiro 1995: oro nei 100m rana, nei 200m rana e nella 4x100m misti.
Hong Kong 1999: argento nella 4x100m misti e bronzo nei 100m rana.
- Giochi PanPacifici

Edmonton 1991: argento nei 100m rana e nei 200m rana.
Kobe 1993: argento nei 100m rana e nella 4x100m misti.
Atlanta 1995: oro nei 200m rana e nella 4x100m misti.
Fukuoka 1997: oro nei 100m rana e nei 200m rana e argento nella 4x100m misti.
- Giochi del Commonwealth

Victoria 1994: oro nei 100m rana, nei 200m rana e nella 4x100m misti.
Kuala Lumpur 1998: oro nei 200m rana e argento nei 100m rana.

## Riconoscimenti
- World Swimmer of the Year: 1994
- Pacific Rim Swimmer of the Year: 1997